# Roger Establet
Roger Establet (1938) es un sociólogo francés especialista en temas de sociología de la educación y sociología del trabajo. 
Realizó su estudios en la escuela secundaria en Massena de Niza, uniéndose a las clases preparatorias en el Liceo Louis-le-Grand. En 1959 ganó el concurso de la Escuela Normal Superior, y se convirtió en un alumno de Louis Althusser. 
Después de la agregación en Filosofía (1962), participó en el proyecto del marxismo de Althusser, lo que contribuyendo lectura colectiva del Capital en 1965, haciendo hincapié en la sociología. Estudió métodos estadístico y se convirtió en asistente de Georges Gurvitch, pero murió en diciembre de 1965. Con el tiempo el apoyo de su tesis en esta disciplina, bajo la dirección de Michel Verret en la Universidad de Nantes en 1984 (diferencial de rentabilidad social de escolaridad).
Actualmente, profesor emérito de la Universidad de Provence, ha publicado desde la década de 1970, a menudo en colaboración con su compañero de estudios Christian Baudelot, un número de estructuras importantes.

## Algunas publicaciones
- Junto a Christian Baudelot, L'école capitaliste en France, Paris, Maspero, 1971.
- Junto a Christian Baudelot et Jacques Toiser, La petite bourgeoisie en France, Paris, Maspero, 1974.
- Junto a Christian Baudelot, L'école primaire divise, Paris, Maspero, 1975.
- Junto a Christian Baudelot, Durkheim et le Suicide, Paris, PUF, « Philosophies », 1984 ; nouvelle version, 2007.
- Junto a Christian Baudelot, Le niveau monte, Paris, Le Seuil, 1989.
- Junto a Christian Baudelot, Allez les filles, Paris, Le Seuil, 1992 ; nouvelle version, 2006.
- Junto a Christian Baudelot, Maurice Halbwachs Consommation et Société, Paris, PUF, « Philosophies », 1994.

L'école est-elle rentable ?, Paris, PUF, 1997. 
Comment peut-on être Français ?, Paris, Fayard, 1997. 
- Junto a Christian Baudelot, Avoir 30 ans, en 1968 et 1998, Paris, Éditions du Seuil, 2000.
- Junto a Jean-Luc Fauguet, Georges Felouzis, Sylviane Feuilladieu, Pierre Vergès, Radiographie du peuple lycéen. Pour changer le lycée, Paris, 2005.
- Junto a Christian Baudelot, Suicide, l'envers de notre monde, Paris, Éditions du Seuil, 2006.
- Junto a Christian Baudelot, Quoi de neuf chez les filles ? Entre stéréotypes et libertés, Paris, Nathan, 2007.
- Junto a Louis Althusser, Etienne Balibar, Pierre Macherey, Jacques Rancière, Lire Le Capital, Paris, PUF, nouvelle version 2008.
- Junto a Christian Baudelot, L’élitisme républicain. L’école française à l’épreuve des comparaisons internationales, La République des idées / Seuil, 2009.